# Temptation of Wife (série télévisée, 2012)
Temptation of Wife est une série télévisée philippine diffusée depuis le 29 octobre 2012 sur GMA Network.

## Distribution

### Acteurs principaux
- Marian Rivera : Angeline Santos- Salcedo / Chantal Gonzales
- Dennis Trillo : Marcel Salcedo
- Glaiza de Castro : Heidi Fernandez
- Rafael Rosell : Nigel Armada

### Acteurs secondaires
- Rez Cortez : Abner Lunzada
- Rio Locsin : Minda Balde-Lunzada
- Antonio Aquitania : Leo Balde Lunzada
- Raymond Bagatsing : Romeo Salcedo
- Cherie Gil : Stella Salcedo
- Bettina Carlos : Madel Salcedo
- Luanne Dy : Helena Salcedo
- Ayen Munji-Laurel : Yolanda Armada
- Michelle Madrigal : Chantal Armada